# Paul Alivisatos
Armand Paul Alivisatos (né le 12 novembre 1959) est un chimiste et administrateur universitaire américain qui est le 14e président de l'Université de Chicago depuis septembre 2021. Il est un pionnier dans le développement de nanomatériaux, et fait autorité en matière de fabrication de nanocristaux et leur utilisation dans des applications biomédicales et d'énergies renouvelables.
Le 1er septembre 2021, Alivisatos devient le 14e président de l'Université de Chicago, où il occupe également un poste de professeur en tant que professeur distingué John D. MacArthur au département de chimie, à la Pritzker School of Molecular Engineering et au Collège ; et est président du conseil des gouverneurs du Laboratoire national d'Argonne et président du conseil d'administration de Fermi Research Alliance LLC, l'exploitant du Fermi National Accelerator Laboratory.
Avant de rejoindre l'Université de Chicago, Alivisatos est vice-chancelier exécutif et doyen (2017-2021) de l'Université de Californie à Berkeley, où il enseigne depuis 1988,. Il est auparavant directeur du Laboratoire national Lawrence-Berkeley (2009-2016) et vice-chancelier par intérim pour la recherche de Berkeley (2016-2017). Il occupe un certain nombre de postes universitaires à Berkeley, notamment celui de professeur émérite Samsung en recherche sur les nanosciences et les nanotechnologies et de professeur de chimie, de science et d'ingénierie des matériaux. Alivisatos est également le directeur fondateur du Kavli Energy Nanosciences Institute (ENSI), un institut sur le campus de Berkeley lancé par la Fondation Kavli pour explorer l'application des nanosciences aux technologies énergétiques durables,.

## Jeunesse et éducation
Paul Alivisatos est né à Chicago, dans l'Illinois, dans une famille grecque où il vit jusqu'à l'âge de 10 ans, lorsque sa famille déménage à Athènes, en Grèce. Alivisatos déclare à propos de ses années en Grèce que c'est une expérience formidable pour lui car il doit apprendre la langue et la culture grecques, puis rattraper les étudiants les plus avancés. "Quand je trouvais quelque chose de très intéressant, j'avais parfois du mal à le comprendre du mieux que je pouvais", a-t-il déclaré à propos de cette expérience. Alivisatos retourne aux États-Unis pour étudier à l'Université de Chicago à la fin des années 1970.
En 1981, Alivisatos obtient un baccalauréat avec distinction en chimie de l'Université de Chicago. En 1986, il obtient un doctorat en chimie physique de l'Université de Californie à Berkeley, où il travaille sous la direction de Charles Harris. Sa thèse porte sur la photophysique des molécules excitées électroniquement à proximité de surfaces métalliques et semi-conductrices. Il rejoint ensuite AT&T Laboratoires Bell en collaboration avec Louis E. Brus et débute des recherches dans le domaine des Nanotechnologies.
Alivisatos retourne à Berkeley en 1988 en tant que professeur adjoint de chimie, devenant professeur agrégé en 1993 et professeur en 1995. Il est professeur chancelier de 1998 à 2001, puis est nommé professeur de science et d'ingénierie des matériaux en 1999.
La collaboration d'Alivisatos avec le Lawrence Berkeley National Lab (ou Berkeley Lab) débute en 1991 lorsqu'il rejoint la Division des sciences des matériaux. De 2005 à 2007, Alivisatos est directeur associé du laboratoire de Berkeley Lab pour le domaine des sciences physiques. En 2008, il est directeur adjoint du laboratoire sous la direction du directeur du laboratoire de Berkeley, Steven Chu, puis directeur par intérim lorsque Chu démissionne pour devenir secrétaire à l'Énergie. Il est nommé septième directeur du Berkeley Lab le 19 novembre 2009. Il joue un rôle essentiel dans la création de la Molecular Foundry, un centre de recherche scientifique à l'échelle nanométrique du ministère américain de l'Énergie ; et est le directeur fondateur de l'établissement.

## Recherches
Alivisatos est une autorité internationalement reconnue en matière de nanochimie dans la synthèse de points quantiques semi-conducteurs et de nanostructures artificielles multiformes. De plus, il est un expert mondial en chimie des cristaux nanométriques ; l'un de ses articles (Science, 271 : 933-937, 1996) est cité plus de 13 800 fois. Il est également un expert sur la manière dont ceux-ci peuvent être appliqués, par exemple en tant que marqueurs biologiques (par exemple, Science, 281 : 2013-16, 1998 ; un article cité plus de 10 900 fois). De plus, son utilisation de l'ADN dans ce domaine (nanotechnologie de l'ADN) montre la surprenante polyvalence de cette molécule. Il l'utilise pour diriger la croissance des cristaux et créer de nouveaux matériaux, comme dans Nature, 382 : 609-11, 1996, et même pour mesurer des distances à l'échelle nanométrique (voir Nature Nanotechnology, 1 : 47-52, 2006).
Il est largement reconnu comme étant le premier à démontrer que les nanocristaux semi-conducteurs peuvent être transformés en formes bidimensionnelles complexes, par opposition à de simples sphères unidimensionnelles,. Alivisatos prouve que contrôler la croissance des nanocristaux est la clé pour contrôler à la fois leur taille et leur forme. Cette réalisation modifie le paysage des nanosciences et ouvre la voie à une multitude de nouvelles applications potentielles, notamment les diagnostics biomédicaux, les cellules photovoltaïques révolutionnaires et les matériaux LED.
En 2024, il est lauréat du prix Kavli pour les nanosciences, conjointement avec Robert Langer et Chad Mirkin .

### Applications
Alivisatos est le scientifique fondateur de Quantum Dot Corporation, une entreprise qui fabrique des étiquettes cristallines à l'échelle nanométrique utilisées dans l'étude du comportement cellulaire. (Quantum Dot fait désormais partie de Life Technologies). Il fonde également la société de nanotechnologie Nanosys et Solexant, une start-up photovoltaïque qui a depuis redémarré sous le nom de Siva Power. Ses recherches conduisent au développement d'applications dans diverses industries, notamment la bioimagerie (par exemple, l'utilisation de points quantiques pour le marquage luminescent des tissus biologiques) ; technologies d'affichage (son film émissif à points quantiques se trouve dans la tablette Kindle Fire HDX) et énergies renouvelables (applications solaires des points quantiques).

## Université de Chicago
Alivisatos devient président de l'Université de Chicago le 1er septembre 2021. Il est le 14e président de l'Université de Chicago, succédant à Robert Zimmer qui est président de 2006 à 2021. Alivisatos est également professeur émérite John D. MacArthur au Département de chimie, à la Pritzker School of Molecular Engineering et au Collège.

## Laboratoire national Lawrence Berkeley
Sous la direction d'Alivisatos, le Lawrence Berkeley National Lab réoriente ses priorités vers les domaines plus interdisciplinaires de la recherche sur les énergies renouvelables et le changement climatique,. Au cours de son mandat, le laboratoire commence la construction de nouveaux bâtiments pour la recherche informatique, l'efficacité des bâtiments, la recherche sur l'énergie solaire et les sciences biologiques.

## Vie privée
Alivisatos est marié à Nicole Alivisatos, chimiste à la retraite, ancienne rédactrice en chef de la revue Nano Letters et fille du célèbre chimiste Gábor A. Somorjai. Ils ont deux filles.
Alivisatos est membre de l'Association américaine pour l'avancement des sciences, la Société américaine de physique (1996) et l'American Chemical Society. Il est membre de l'Académie nationale des sciences et de l'Académie américaine des arts et des sciences.

## Publications
- Alivisatos, « Semiconductor Clusters, Nanocrystals, and Quantum Dots », Science, American Association for the Advancement of Science (AAAS), vol. 271, no 5251,‎ 16 février 1996, p. 933–937 (ISSN 0036-8075, DOI 10.1126/science.271.5251.933, Bibcode 1996Sci...271..933A, S2CID 98248597, lire en ligne)
- Hu, « Linearly Polarized Emission from Colloidal Semiconductor Quantum Rods », Science, American Association for the Advancement of Science (AAAS), vol. 292, no 5524,‎ 3 mai 2001, p. 2060–2063 (ISSN 0036-8075, PMID 11337589, DOI 10.1126/science.1060810, S2CID 45130871)
- Alivisatos, « Less is more in Medicine », Scientific American, Springer Science and Business Media LLC, vol. 285, no 3,‎ 2001, p. 66–73 (ISSN 0036-8733, PMID 11524971, DOI 10.1038/scientificamerican0901-66, Bibcode 2001SciAm.285c..66A)
- Huynh, Dittmer et Alivisatos, « Hybrid Nanorod-Polymer Solar Cells », Science, American Association for the Advancement of Science (AAAS), vol. 295, no 5564,‎ 29 mars 2002, p. 2425–2427 (ISSN 0036-8075, PMID 11923531, DOI 10.1126/science.1069156, Bibcode 2002Sci...295.2425H, S2CID 28606022)
- Gur, Fromer, Geier et Alivisatos, « Air-Stable All-Inorganic Nanocrystal Solar Cells Processed from Solution », Science, American Association for the Advancement of Science (AAAS), vol. 310, no 5747,‎ 21 octobre 2005, p. 462–465 (ISSN 0036-8075, PMID 16239470, DOI 10.1126/science.1117908, Bibcode 2005Sci...310..462G, S2CID 7380537, lire en ligne)